# Sino da Independência do Brasil
Sino da Independência do Brasil é o sino brasileiro, localizado na cidade de São Paulo, que anunciou a proclamação da Independência do Brasil.

## História

### Criação
Foi fundido em 1820 pelo artesão Francisco das Chagas Sampaio. Sua origem é incerta, mas acredita-se que tenha sido confeccionado na Bahia, que se distinguia na fabricação de campanários.

### Contexto
Assim, como o grito de Independência ou Morte, o sino se tornou um símbolo do surgimento da nação.

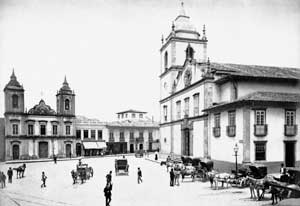
Praça da Sé em foto de 1880. A antiga catedral de São Paulo, onde o sino permaneceu até 1913, está à direita.

Comparável ao Sino da Liberdade dos Estados Unidos em termos da sua importância histórica, foi tombado pelo CONDEPHAAT (Conselho de Defesa do Patrimônio Histórico, Arqueológico, Artístico e Turístico) do Estado de São Paulo em junho de 1972.

## Hoje em dia
Atualmente, o sino pertence à Igreja de São Geraldo, estando instalado em seu campanário, mas com acesso difícil ao visitante que queira visitá-lo. É apelidado de "Bronze Velho", desde os tempos em que pertencia à antiga Catedral da Sé, onde permaneceu entre a sua fundição em 1820 e a demolição da catedral em 1913, quando foi transferido para o Mosteiro da Luz.  Em junho de 1942, foi doado definitivamente à Paróquia São Geraldo das Perdizes, situado no bairro paulistano de Perdizes. Fundido em bronze por Francisco Chagas Sampaio, provavelmente na Bahia, é misturado a 18 kg de ouro, com uma altura de 1,75 m por 1,70 m de diâmetro, pesando em torno de 2 250 kg. No sino estão gravados o nome do autor, as armas do Reino de Portugal e trecho do salmo 150.

### Furto do Badalo
Em 25 de novembro de 2003, o badalo original feito de ferro e chumbo, pesando entre 50 e 60 kg, foi furtado. Suponha-se que os ladrões pretendiam extrair ouro do objeto, embora o metal visado estivesse dissolvido com o bronze apenas no sino.
O episódio do furto segue até hoje sem suspeitos. O sino ganhou um novo badalo e, em datas especiais, como Páscoa e Natal, seu repique ainda reverbera a memória da independência do país.